# KBS 미디어
KBS 미디어는 KBS의 자회사이다.전 KBS 영상사업단 설립은 1991년에 (구) KBS 영상사업단으로 출범한 뒤, 2000년 11월 현재의 사명으로 변경하고 방송 프로그램의 국내외 유통, 콘텐츠 기획 및 제작, 해외 프로그램 수입 및 더빙 등 방송 콘텐츠 관련 사업을 수행해 왔다. 그리고 2003년에는 대한민국 드라마 역사상 최초로 겨울연가를 일본 공영방송인 NHK에 수출함으로써 한류 열풍을 일으켰으며, 이후에도 꽃보다 남자, 태양의 후예, 구르미 그린 달빛 등 대한민국의 우수한 콘텐츠를 수출함으로써 한류가 세계 속으로 뻗어나가는 첨병 역할을 해오고 있으며 KBS 2TV 월화 미니시리즈 강적들로 KBS 드라마 외주제작 사업에 참여했는데 당초 김종학프로덕션이 크랭크인까지 했지만 제작비 단가가 맞지 않는다는 이유로 제작을 포기했고 그 이후 외주제작한 미니시리즈 중에서는 공주의 남자 (공동), 직장의 신, 구르미 그린 달빛을 제외하면 이렇다할 성적을 올리지 못한 데다  노련한 드라마 전속작가와  연출자 부족에 시달려야 했으며 완벽한 아내를 끝으로  드라마사업팀을 자회사 몬스터유니온에 이관했다.
수출국은 북일본, 중국, 동남아시아, 중동 및 남미, 유럽 등 80여개국에 이르며 1998년 1월부터 iTV에 드라마(숨은 그림 찾기 왕룽일가 서울뚝배기 등)를 공급하기도 했다.

## 드라마 제작 작품
- 매리는 외박중
- 미래의 선택
- 빅맨
- 오 마이 비너스
- 부탁해요, 엄마
- 어셈블리
- 다시, 첫사랑
- 완벽한 아내
- 직장의 신
- 파트너
- 강적들
- 내성적인 보스(tvN)
- 으라차차 내 인생(드라마 사업협력)

## 역사 드라마
- 왕의 얼굴
- 조선 총잡이
- 칼과 꽃
- 공주의 남자
- 구르미 그린 달빛
- 고려거란전쟁(배급, 제공)

## 동물다큐 제작
- 동물의 왕국 통합 ~ 현재
- 동물의 세계

## 다큐 제작
- 글로벌 다큐멘터리
- 세상의 모든 다큐
- 세계의 공영방송 가치+
- 다큐월드
- 세계걸작다큐멘터리
- 특선 다큐

## 해외 드라마 더빙 제작
- X파일
- 투명인간
- 탐정 몽크
- 로스트
- 닥터후
- 위기의 주부들
- 그레이 아나토미
- 프라이미벌
- 로빈 후드
- 셜록
- 마이티 모핀 파워레인저

## 어린이 더빙 제작
- 꼬꼬마 텔레토비, 핌블핌블 BBC 공동제작
- 꼬꼬마 꿈동산

## 영화 더빙 제작
- 토요명화
- 토요영화 KBS 프리미어
- 영화특선 (KBS 1TV)(2025~)

## 국산 애니 제작
- 2020년 우주의 원더키디
- 아기공룡 둘리
- 옛날 옛적에
- 은비까비의 옛날옛적에
- 영심이
- 레스톨 특수 구조대
- 날아라 슈퍼보드
- 내 비밀친구 햄찌
- 달려라 하니
- 천방지축 하니
- 마법사의 아들 코리
- 마스크맨
- 롤링스타즈
- 카드왕 믹스마스터
- 제트레인저
- 채채퐁 김치퐁
- 요랑아 요랑아
- 천하통일 파이어비드맨
- 소스리아
- 수호요정 미셸
- 외계돼지 피피
- 캐치 티니핑
- 토리 고고
- 태극천자문
- 니니 뭐하니?
- 무지개요정 통통

## 외주 애니 더빙 제작
- 4차원 탐정 똘비
- 꾸러기 수비대
- 고스트 바둑왕
- 고질라
- 그 남자 그 여자
- 달의 요정 세일러문
- 디지몬 어드벤처
- 디지몬 테이머즈
- 데블 파이터
- 돌고래 요정 티코
- 딱따구리
- 뚝딱박사 핌
- 라라의☆스타일기
- 리리카 SOS
- 마이크로맨
- 마법천사 루비
- 말괄량이 삼총사
- 메타제트
- 명탐정 코난
- 무지개요정 통통
- 별나라 요정 코미
- 베르사이유의 장미
- 보노보노
- 빨강머리 앤
- 뾰로롱 꼬마마녀
- 사자왕 가오가이거
- 스페릭스
- 이상한 나라의 폴
- 원피스
- 요술공주 샐리
- 외계소년 위제트
- 요리왕 비룡
- 요리킹 조리킹
- 우정의 그라운드
- 재키찬 어드벤처
- 정의의 용사 카봇
- 천사소녀 네티
- 태양의 기사 피코
- 파워 디지몬
- 황금로봇 골드런
- 디즈니 만화동산 제작:월트 디즈니

### 카툰네트워크 코리아
- 부탁해 마이멜로디 2 "
- 부탁해 마이멜로디 3 제작:KBS미디어

## 해외 극장 애니 더빙 제작
- 마다가스카
- 슈렉
- 슈렉 2
- 신밧드: 7대양의 전설
- 아나스타샤
- 아이스 에이지
- 엘도라도
- 치킨 런
- 헷지